# École nationale supérieure de techniques avancées
École nationale supérieure de techniques avancées (ENSTA ParisTech), fondată în 1741, este o universitate tehnică de stat din Palaiseau (Franța).

## Secții
- Master

Domeniu: Inginerie Mecanică, Inginerie Civilă, Inginerie Electrică, Automatică, Tehnologia Informației, Procesare de semnal, Microelectronică, Nanotehnologie, Acustică, Telecomunicație
- Mastère Spécialisé
- MOOC[3].